# Justin Tipuric

a Compétitions nationales et continentales officielles uniquement.

b Matchs officiels uniquement.
Dernière mise à jour le 1 novembre 2023.
Justin Tipuric, né le 6 août 1989 à Neath (pays de Galles), est un joueur international gallois de rugby à XV jouant au poste de troisième ligne aile aux Ospreys depuis 2010.

## Biographie
Justin Tipuric a connu des sélections avec l'équipe du pays de Galles de rugby à sept.
Justin Tipuric joue pour la province des Ospreys, après avoir auparavant joué pour Aberavon RFC. Il fait ses débuts pour les Ospreys le 6 août 2010 contre Aironi Rugby. 
En juin 2011, il est nommé dans la pré-liste de 45 joueurs du pays de Galles pour la Coupe du monde 2011. Il fait ses débuts internationaux le 20 août 2011 contre l'Argentine en rentrant en seconde mi-temps. Il n'est finalement pas sélectionné pour la Coupe du monde.
Il parvient à jouer régulièrement en équipe nationale, remportant le Tournoi des Six Nations en 2012 (Grand Chelem) et en 2013.
Il parvient à être retenu dans le groupe de la Tournée de l'équipe des Lions britanniques et irlandais en 2013, disputant avec l'équipe des Lions britanniques et irlandais un test-match contre l'Australie le 6 juillet 2013 pour une victoire 41 à 16.
Justin Tipuric dispute également le Tournoi des Six Nations en 2014 et en 2015.
Il est retenu dans un groupe élargi de 47 joueurs pour la préparation de la Coupe du monde 2015, annoncé par Warren Gatland.
En septembre 2019, il est retenu pour participer à sa deuxième Coupe du monde.
En mai 2023, Warren Gatland le convoque dans une pré-liste de 54 joueurs pour préparer la Coupe du monde. Cependant, il annonce prendre sa retraite internationale quelques jours après, alors qu'il est encore titulaire avec le XV du Poireau durant le Tournoi des Six Nations précédant,.
Fin octobre 2023, nommé capitaine des Ospreys après le départ d'Alun Wyn Jones, il dispute son deux-centième match sous les couleurs de son équipe et est élu homme du match à cette occasion. À cette même période, il est convoqué par les Barbarians pour affronter le pays de Galles début novembre suivant.

## Statistiques en équipe nationale
Au 23 mai 2023, Justin Tipuric compte 93 matchs avec l'équipe du pays de Galles, dont 63 en tant que titulaire, inscrivant onze essais. Il débute en équipe nationale à l'âge de 22 ans le 20 août 2011.
Il participe notamment à onze Tournois des Six Nations de 2012 à 2023. Il remporte deux Grand Chelem en 2012 puis 2019 et deux autres Tournoi en 2013 et 2021. 
Il participe à deux éditions de la Coupe du monde, en 2015 où il joue cinq rencontres, face à l'Uruguay, l'Angleterre, les Fidji, l'Australie et l'Afrique du Sud. En 2019 où il dispute six rencontres en tant que titulaire contre la Géorgie, l'Australie, l'Uruguay, la France, l'Afrique du Sud et la Nouvelle-Zélande.
Il participe à la tournée des Lions britanniques en Australie en 2013 où il dispute le troisième test en tant que remplaçant. Quatre ans plus tard, il est de nouveau retenu pour la tournée 2017 en Nouvelle-Zélande mais ne joue aucun test match. Pour la tournée 2021 en Afrique du Sud il est encore appelé mais ne prend part à aucun des trois test matchs.

## Palmarès

### En club
- Ospreys
  - Vainqueur du Pro12 en 2012

### En équipe nationale
- Pays de Galles
  - Vainqueur du Tournoi des Six Nations en 2012 (Grand Chelem), 2013, 2019 (Grand Chelem) et 2021

| Édition          | Rang | Résultats pays de Galles | Résultats Justin Tipuric | Matchs Justin Tipuric |
| ---------------- | ---- | ------------------------ | ------------------------ | --------------------- |
| Six Nations 2012 | 1    | 5 v, 0 n, 0 d            | 2 v, 0 n, 0 d            | 2/5                   |
| Six Nations 2013 | 1    | 4 v, 0 n, 1 d            | 4 v, 0 n, 1 d            | 5/5                   |
| Six Nations 2014 | 3    | 4 v, 0 n, 1 d            | 4 v, 0 n, 1 d            | 5/5                   |
| Six Nations 2015 | 3    | 4 v, 0 n, 1 d            | 4 v, 0 n, 0 d            | 4/5                   |
| Six Nations 2016 | 2    | 3 v, 1 n, 1 d            | 3 v, 1 n, 1 d            | 5/5                   |
| Six Nations 2017 | 5    | 2 v, 0 n, 3 d            | 2 v, 0 n, 3 d            | 5/5                   |
| Six Nations 2018 | 2    | 3 v, 0 n, 2 d            | 3 v, 0 n, 2 d            | 5/5                   |
| Six Nations 2019 | 1    | 5 v, 0 n, 0 d            | 4 v, 0 n, 0 d            | 4/5                   |
| Six Nations 2020 | 5    | 1 v, 0 n, 4 d            | 1 v, 0 n, 3 d            | 4/5                   |
| Six Nations 2021 | 1    | 4 v, 0 n, 1 d            | 4 v, 0 n, 1 d            | 5/5                   |
| Six Nations 2023 | 5    | 1 v, 0 n, 4 d            | 1 v, 0 n, 3 d            | 4/5                   |

Légende : v = victoire ; n = match nul ; d = défaite ; la ligne est en gras quand il y a Grand Chelem.